# حرب البسوس

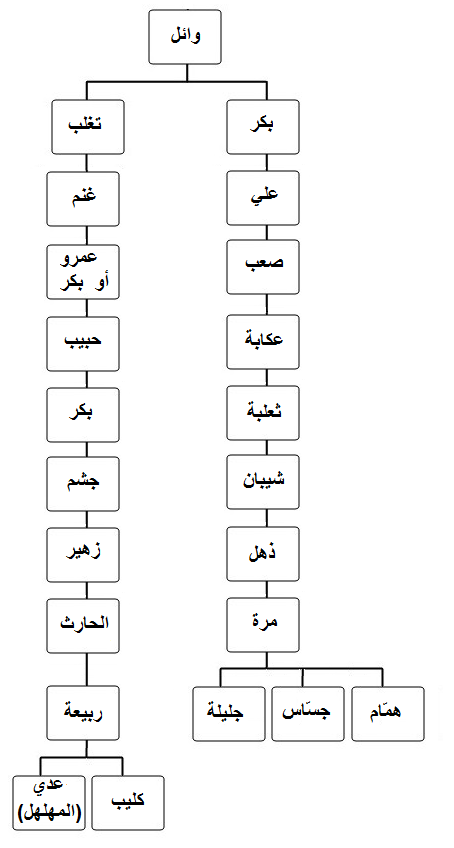
شجرة عائلة الشخصيات الرئيسية في حرب البسوس

جدول بطون بنو بكر المُهمّة وبعض أبطال حرب البسوس

حرب البسوس هي حرب قامت بين قبيلة تغلب بن وائل وأحلافها ضد بني شيبان وأحلافها من قبيلة بكر بن وائل بعد قتل جساس بن مرة الشيباني البكري لكليب بن ربيعة التغلبي ثأرا لخالته البسوس بنت منقذ وهي من قبيلة بني تميم بعد أن قتل كليب ناقة كانت لجارها سعد بن شمس الجرمي، ويذكر المكثرون من رواة العرب أن هذه الحرب استمرت أربعين عاما من سنة 494م، ويذكر المقللون أنها استمرت بضعة وعشرين سنة.

## سبب الحرب
يروي رواة العرب أن كليب بن ربيعة التغلبي كان سيدا لقبائل معد وملكا عليهم ثم بغى عليهم ودخله الزهو فكان يحمي مواقع السحاب فلا يرعى حماه، ويجير على الدهر فلا تخفر ذمته، ويقول: «وحش أرض كذا في جواري فلا يهاج»، ولا تورد إبل أحد مع إبله، ولا توقد نار مع ناره حتى قيل: «أعز من كليب وائل». وكانت بنو جشم من تغلب بن وائل وبني شيبان من بكر بن وائل متجاورين في الديار وكانت البسوس بنت منقذ التميميه نازلة في بني شيبان عند جساس وكانت خالته وكان مع البسوس جار لها اسمه سعد بن شمس الجرمي القضاعي وكانت له ناقة تسمى: «سراب» فمرت إبل لكليب بسراب وهي معقولة فلما رأت الناقة الإبل نازعت عقالها حتى قطعته وتبعت الإبل واختلطت الإبل فلما رآها كليب بين الإبل أنكرها فرماها بسهم في ضرعها فنفرت وهي ترغو فلما رآها الجرمي أخبر البسوس فصاحت « واذلاه ! واجاراه !» وأنشدت:
فلما سمعها الجساس بن مرة غضب وركب فرسه ولحق به عمرو بن الحارث الشيباني حتى دخلا على كليب في حماه فقال جساس لكليب: «أيا أبا الماجدة، عمدت إلى ناقة جارتي فعقرتها» فقال له كليب: «أتراك مانعي إن أذب عن حماي؟» فغضب جساس فضرب كليب وقطم صلبه ثم جاء عمرو فطعن كليبا من خلفه فقطع بطنه حتى وقع كليب يفحص برجله وهو يقول لجساس: «أغثني بشربة من ماء». فقال له جساس: «هيهات، تجاوزت شبيثا والأحص». وقال في ذلك عمرو بن الأهتم المنقري التميمي:
ثم ارتحل بنو شيبان حتى نزلوا ماء يقال له: النهى. فتشمر لهم المهلهل واعتزل الخمر والنساء وجمع إليه قومه من تغلب وأرسلوا رجالا إلى مرة بن ذهل الشيباني والد جساس فقالوا له: «إنكم أتيتم عظيما بقتلكم كليبا بناب من الإبل، فقطعتم الرحم، وانتهكتم الحرمة، وإنا كرهنا العجلة عليكم دون الإعذار إليكم. ونحن نعرض عليكم خلالا أربع لكم فيها مخرج، ولنا مقنع» فقال: «وما هي؟» فقالوا: «تحي لنا كليبا، أو تدفع إلينا جساسا قاتله فنقتله به، أو هماما فإنه كفء له، أو تمكننا من نفسك فإن فيك وفاء من دمه؟» فقال لهم: «أما إحيائي كليبا فهذا ما لا يكون؟ وأما جساس فإنه غلام طعن طعنة على عجل ثم ركب فرسه فلا أدري أي البلاد أحتوى عليه؛ وأما همام فإنه أبو عشرة وأخو عشرة وعم عشرة كلهم فرسان قومهم، فلن يسلموه لي فأدفعه إليكم يقتل بجريرة غيره، وأما أنا فهل هو إلا أن تجول الخيل جولة غدا فأكون أول قتيل بينها، فما أتعجل من الموت؟ ولكن لكم عندي خصلتان: أما إحداهما، فهؤلاء بني الباقون فعلقوا في عنق أيهم شئتم نسعة فانطلقوا به إلى رحالكم فأذبحوه ذبح الجزور، وإلا فألف ناقة سوداء المقل أقيم لكم بها كفيلا من بني وائل» فغضبوا منه وقالوا: «لقد أسأت، ترذل لنا ولدك وتسومنا اللبن من دم كليب». فلحقت الجليلة بنت مرة الشيبانية بأهلها ودعت تغلب قبائل النمر بن قاسط وغفيلة بن قاسط فانضموا لها وأما بنو شيبان فاعتزلت عنهم قبائل بكر بن وائل وكرهوا مساعدتهم وأعظموا قتل جساس كليبا بناقة فارتحلت عنهم بنو عجل وكفت عن نصرتهم بنو يشكر وانقبض الحارث بن عباد سيد بني قيس بن ثعلبة في بيته.

## أيام الحرب

### يوم النهى
وهو عند الماء التي نزل عليها بنو شيبان بعد ارتحالهم عن جوار بني جشم من تغلب. وكان سيد تغلب عدي بن ربيعة التغلبي (الملقب الزير أبو ليلى المهلهل)، وسيد بني شيبان الحارث بن مرة الشيباني. فانتصرت تغلب وكثر القتلى من بني شيبان غير أنه لم يقتل من بني تغلب أحد.

### يوم زبيد
وفيه التقوا زبيد فتكافأوا ولم ينتصر أحدهم على الآخر. وفيه قال عدي بن ربيعة:
و فيها قتل شيبان ابن مره من عمر ابن ساعده التغلبي.

### يوم الذنائب
وفيه انضمت بنو ذهل بن ثعلبة من بكر بن وائل لبني شيبان بن ثعلبة وناصروهم وانضمت لبني شيبان أيضا: بنو تيم اللات بن ثعلبة وبنو قيس بن ثعلبة. وكان هذا اليوم من أعظم أيامهم وفيه انتصرت تغلب على بني شيبان وحلفائهم من بكر بن وائل وقتلت منهم مقتلة عظيمة. وفي هذا اليوم يقول المهلهل عدي بن ربيعة:
وفيها قتل شيبان عمرو ابن ساعده التغلبي.

### يوم واردات
وفيه التقوا بواردات فانتصرت تغلب وكثر القتلى من بني شيبان وأحلافهم من بكر بن وائل.

### يوم عويرضات
وفيه انتصرت تغلب.
وقتل السفاح التغلبي.

### يوم أنيق
وفيه انتصرت تغلب.

### يوم ضرية
وفيه انتصرت تغلب.

### يوم القصيبات
ويقال له: يوم بطن السرو وفيه انتصرت تغلب. وفي هذا اليوم قتل همام بن مرة بن ذهل الشيباني البكري قتله عدي ابن ربيعة وكان صديقه. وهناك قول آخر أنه قتل على يد ناشرة بن أغواث.

### يوم تحلاق اللمم
ويقال له: يوم قضة ويوم الفصيل ويوم الثنية. على الرغم من أن معظم قبائل بكر بن وائل امتنعت عن نصرة بني شيبان في الحرب وعظمت قتل جساس لكليب في ناقة إلا أن المهلهل عدي بن ربيعة سيد تغلب أسرف بعد وقائعه السابقة في بني شيبان فأوقع بقبائل من بكر بن وائل كانت قد اعتزلت الحرب. وقال في ذلك شعرا منه:
وقال كذلك:

| يا لبكر انشروا لي كليبا |  | يا لبكر أين الفرار       |
| تلك شيبان تقول لبكر     |  | صرح الشر وبان السرار     |
| وبنو عجل تقول لقيس      |  | ولتيم اللات سيروا فساروا |

ورغم اعتزال الحارث بن عباد سيد بني قيس بن ثعلبة وهم إحدى قبائل بكر بن وائل لهذه الحرب وتجنبها هو وقومه حتى قال: «هذا أمر لا ناقة لي فيه ولا جمل»، إلا أن المهلهل قتل ابن أخي الحارث وقيل ابنه جبير بن الحارث بن عباد وقال في ذلك:
فلما بلغ ذلك إلى الحارث قال: «نعم القتيل قتيل أصلح بين ابني وائل» وهو يظن أن المهلهل جعل بجيرا كفؤا لأخيه كليب وأدرك به ثأره فقال له القوم إنما قتله بشسع نعل كليب وقال عند قتله: «بؤ بشسع كليب» ورد عليه بجير قائلا: «إن رضيت بذلك بنو ضبيعة بن قيس رضيت»، فغضب الحارث بن عباد عند ذلك واشتد غضبه فركب فرسه النعامة وهو يقول:
فاجتمعت على الحارث بن عباد قبائل بكر بن وائل وساروا إلى تغلب فقاتلوها وانتصروا عليها وأسر الحارث بن عباد سيد بني تغلب المهلهل عدي بن ربيعة وهو لا يعرفه فقال له: «دلني على عدي بن ربيعة وأخلي عنك» فقال له المهلهل: «عليك العهود بذلك إن دللتك عليه؟» فقال له الحارث: «نعم» فقال المهلهل:«فأنا عدي» وتركه ثم قال:
وفي هذا اليوم يقول طرفة بن العبد أحد بني قيس بن ثعلبة:
وذكر أيضا الشاعر أبو فراس الحمداني هذا اليوم بقوله:
وفي هذا اليوم قتل ربيعة الجحدر بن ضبيعة من بني بكر بن وائل وذلك أنه امتنع عن حلق شعره مع قومه. وفي ذلك يقول شاعرهم:

## انتهاء الحرب
لما انهزمت تغلب بيوم تحلاق اللمم ذهب المهلهل مفارقا قومه حتى نزل على بني جنب من مذحج فخطبوا إليه ابنته عبيدة بنت المهلهل فمنعهم. فأرغموه على تزويجها وساقوا إليه في صداقها جلودا من أدم فقال في ذلك:
ويروى أن الحارث بن عباد والد جبير و سيد بني ضبيعة بن قيس بن ثعلبة نمى في مواقع عديدة كان أولها يوم تحلاق اللمم فلما رأت تغلب أنها لا تقدر على مقاومته أدخلت رجلا في سرب تحت الأرض بطريق يمر به الحارث وقالوا له إذا مر بك الحارث فأنشده بيت الشعر هذا:
فلما مر الحارث بذلك الموضع اندفع الرجل يتغنى في السرب بهذا البيت، فقيل للحارث: «قد بر قسمك فأبق بقية قومك»، ففعل! وتفرقت بعد تلك الوقائع تغلب وارتحلوا حتى نزلوا في الجزيرة الفراتية شمال غرب العراق فيما يعرف باسم «ديار ربيعة»، وبذلك انتهت حرب البسوس ولم يعقل فيها دم ولم تؤد فيها دية لقتلى ولذلك سمت العرب هذه الحرب: البتراء.